# Nguyễn Văn Lợi (Gia Định)
Nguyễn Văn Lợi (sinh ngày 23 tháng 8 năm 1961) là một chính trị gia người Việt Nam. Ông hiện là Trưởng đoàn đại biểu Quốc hội Việt Nam khóa XV nhiệm kì 2021-2026, thuộc đoàn đại biểu quốc hội thành phố Hồ Chí Minh. Trong Đảng Cộng sản Việt Nam, ông hiện là Ủy viên Ban Chấp hành Trung ương Đảng Cộng sản Việt Nam khóa XIII. Trước đó ông từng nắm giữ các chức vụ tại khu vực Sông Bé cũ như Bí thư Tỉnh ủy Bình Phước (2015 - 2021), Bình Dương (2021 - 2025).

## Xuất thân
Nguyễn Văn Lợi sinh ngày 23 tháng 8 năm 1961 quê quán ở xã An Lạc, quận Bình Chánh, tỉnh Gia Định. Ông hiện cư trú ở số 172/2, khu phố 5, phường Phú Hòa, thành phố Thủ Dầu Một, tỉnh Bình Dương.

## Giáo dục
- Giáo dục phổ thông: 12/12
- Đại học chuyên ngành Hành chính công
- Thạc sĩ chuyên ngành Hành chính công
- Cử nhân lí luận chính trị

## Sự nghiệp

### Tỉnh ủy Sông Bé
Từ tháng 12 năm 1978 Nguyễn Văn Lợi là chi ủy viên, cán bộ tổng hợp, Phó trưởng phòng, Bí thư chi đoàn (1978 – 1982) Phòng hợp tác hóa Nông nghiệp Lộc Ninh – Sông Bé đến tháng 6, 1985.
Ông gia nhập Đảng Cộng sản Việt Nam vào ngày 17/4/1981.
Từ tháng 7, 1985 là Phó Văn phòng phụ trách tổng hợp Huyện ủy Lộc Ninh – Sông Bé đến tháng 10 năm 1986.
Từ tháng 11 năm 1986 là Huyện ủy viên, Ủy viên Ban chấp hành Trung ương Đoàn, Bí thư Huyện đoàn Lộc Ninh – Sông Bé đến tháng 10 năm 1989.
Từ tháng 11 năm 1989 là Ủy viên Thường vụ, Chủ tịch Hội Liên hiệp Thanh niên Việt Nam tỉnh Sông Bé đến tháng 10 năm 1990.
Từ tháng 11 năm 1990 là Huyện ủy viên, Ủy viên Thường vụ Tỉnh đoàn, Bí thu Huyện đoàn Lộc Ninh – Sông Bé; Phó Bí thư Thường trực Tỉnh đoàn Sông Bé; Tỉnh ủy viên, Ủy viên Trung ương Đoàn, Bí thư Tỉnh đoàn Sông Bé đến tháng 12 năm 1996.

### Tỉnh ủy Bình Phước
Từ tháng 1, 1997 là Ủy viên Ban Thường vụ Tỉnh ủy, Trưởng ban Tuyên giáo Tỉnh ủy (01/1997 – 12/2000), Ủy viên Ban Thường vụ Tỉnh ủy, Bí thư Thị ủy Đồng Xoài (01/2001 – 01/2004), Ủy viên Ban Thường vụ Tỉnh ủy, Trưởng ban Tổ chức Tỉnh ủy Bình Phước (01/2004 – 3/2008).
Từ tháng 4, 2004 là Ủy viên Ban Thường vụ Tỉnh ủy, Phó chủ tịch UBND tỉnh Bình Phước.
28 tháng 9, 2010 tại Đại hội Đảng bộ tỉnh Bình Phước lần thứ IX, nhiệm kỳ 2010-2015. Ông đắc cử chức vụ Phó Bí thư Tỉnh ủy nhiệm kỳ 2010-2015.
22 tháng 10 năm 2015 tại Đại hội Đảng bộ tỉnh Bình Phước lần thứ X, nhiệm kỳ 2015-2020. Ông đắc cử chức vụ Bí thư Tỉnh ủy nhiệm kỳ 2015-2020.
Ông từng là đại biểu hội đồng nhân dân tỉnh Bình Phước nhiệm kỳ 1995-1999; 1999-2004; Khóa 8 nhiệm kỳ 2011-2016.
Ông từng là đại biểu Quốc hội Việt Nam khóa 13 nhiệm kì 2011-2016 tỉnh Bình Phước, Ủy viên Ban Thường vụ tỉnh ủy, Phó Chủ tịch Ủy ban nhân dân tỉnh Bình Phước; Trưởng đoàn đại biểu Quốc hội khóa XIII tỉnh Bình Phước, làm việc ở Văn phòng Ủy ban nhân dân tỉnh Bình Phước.
Ông hiện là Ban Chấp hành Trung ương Đảng Cộng sản Việt Nam khóa 12, Bí thư Tỉnh ủy Bình Phước, Trưởng Đoàn đại biểu Quốc hội tỉnh Bình Phước, Ủy viên Ủy ban Tài chính, Ngân sách của Quốc hội.

### Tỉnh ủy Bình Dương
Ngày 10-7-2021, tại Trung tâm hành chính tỉnh Bình Dương, đại diện Bộ Chính trị đã trao quyết định điều động, phân công ông Nguyễn Văn Lợi làm bí thư Tỉnh ủy Bình Dương, tham gia ban chấp hành, ban thường vụ Tỉnh ủy nhiệm kỳ 2020-2025.

## Đại biểu Quốc hội Việt Nam khóa 14 nhiệm kì 2016-2021
Tháng 5 năm 2016, Nguyễn Văn Lợi ứng cử đại biểu Quốc hội Việt Nam khóa 14. Lúc này, Nguyễn Văn Lợi đang là Ủy viên Ban Chấp hành Trung ương Đảng Cộng sản Việt Nam khóa 12, Bí thư Tỉnh ủy Bình Phước, làm việc ở Tỉnh ủy Bình Phước.
Ngày 22 tháng 5 năm 2016, Nguyễn Văn Lợi trúng cử đại biểu quốc hội năm 2016 ở đơn vị bầu cử số 1, tỉnh Bình Phước gồm có thị xã Bình Long và các huyện Bù Đốp, Bù Gia Mập, Chơn Thành, Hớn Quản, Lộc Ninh, được 298.628 phiếu, đạt tỷ lệ 83,07% số phiếu hợp lệ.

## Khen thưởng
- Huân chương Lao động hạng ba

## Phát ngôn đáng chú ý
- Phát biểu tại Hội nghị Nâng cao chỉ số PCI cấp tỉnh Bình Phước[7]:

| “ | Xin thưa! Tỉnh này không phải giàu lên từ tiền phạt... | ” |